# Wouter Stips
Wouter Stips (Wassenaar, 30 maart 1944) is een Nederlands beeldend kunstenaar, programmamaker, theatermaker, schrijver en regisseur. Hij is onder andere de bedenker van de televisieserie 12 steden, 13 ongelukken.

## Biografie
Stips was als kind al bezig met schilderen. Na zijn studietijd aan de Willem de Kooning Academie experimenteerde hij met allerlei vormen van toegepaste kunst zoals het maken van poppen, animatiefilms, theaterstukken en zijn altijd geliefde schilderkunst. Vanaf 1980 tot 1995 heeft Stips vooral gewerkt als programmamaker en regisseur. Vanaf 1990 was hij creatief directeur bij IDTV en Endemol. Sinds 1996 is hij zich steeds meer gaan richten op beeldende kunst en exposeert hij regelmatig. In zijn kunst voert het basale vooral de boventoon. Zijn werk heeft raakvlakken met CoBrA. Rond 2002 begon Stips ook met beeldhouwen.
Stips vierde zijn zeventigste levensjaar met een solo-expositie en een theater-kunstspektakel in  het Singermuseum.
Wouter Stips is de oudere broer van musicus Robert Jan Stips. Hij is getrouwd met Martine van Os. Het paar heeft twee kinderen. Stips heeft ook een zoon uit een eerder huwelijk.